# Vinaceu
Culoarea vinacee  sau vinurie, vinoasă, vinie, bordo este o culoare roșu-închisă sau roșu-purpurie, similară cu culoarea roșie purpurie a vinului roșu sau vinului roșu din regiunea Bordeaux.

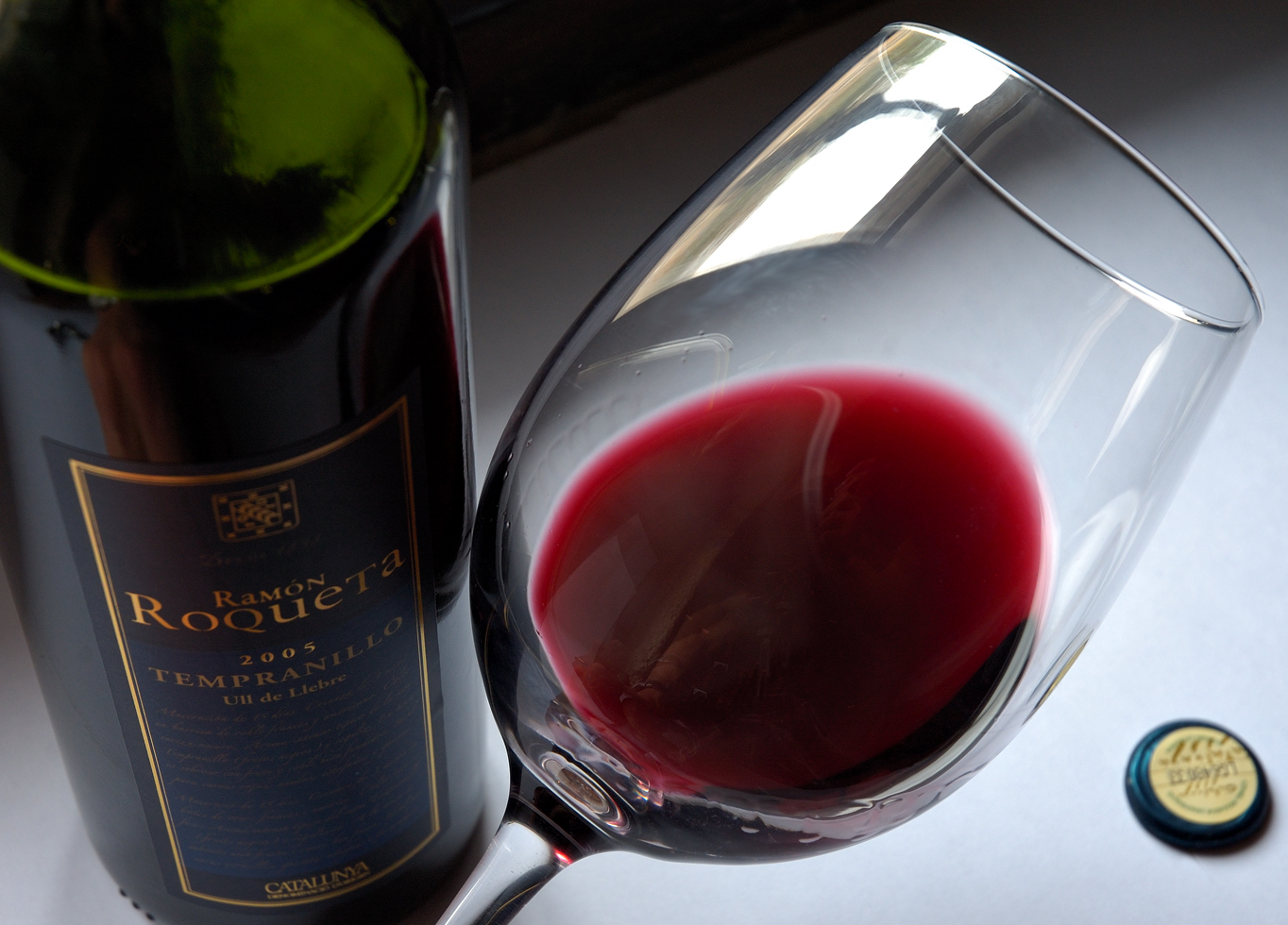